# Элемент преступления
«Элемент преступления» (дат. Forbrydelsens element) — дебютный полнометражный фильм датского режиссёра Ларса фон Триера, вышедший на экраны в 1984 году. Первая картина трилогии «Европа» («Элемент преступления» — «Эпидемия» — «Европа»).

## Сюжет
В Европе происходит серия жестоких убийств молодых девушек, продающих лотерейные билеты. Для расследования этого дела из Каира прибывает британский детектив Фишер (Майкл Элфик). Уже в Европе следователь встречается со своим учителем Осборном (Эсмонд Найт) — создателем одного спорного метода расследования преступлений (этот метод был описан самим Осборном в книге под названием «Элемент преступления»). Вскоре Фишер начинает непосредственно заниматься делом об убийствах продавщиц лотерейных билетов, действуя по принципам, изложенным в труде своего наставника.

## Художественные особенности
Огромную роль в формировании художественного языка первого полнометражного произведения фон Триера сыграло творчество режиссёра Андрея Тарковского: в частности, по мнению американского кинокритика Тодда Харбора, в фильме «Элемент преступления» прослеживается несомненное влияние картины Тарковского «Сталкер» (1979). Кроме того, по утверждению обозревателя Джеффри Андерсона, в одной из сцен фильма датского кинорежиссёра содержится непосредственная отсылка к другой картине Тарковского — «Андрей Рублёв».
Российский кинокритик Андрей Плахов охарактеризовал «Элемент преступления» как «помесь Хэммета и Роб-Грийе, Орсона Уэллса и Тарковского». Также Плахов высказал мысль, что «остаётся только дивиться тому, что приготовленный новичком коктейль из американского визионерства и европейской метафизики не только выдержан в идеальных пропорциях, но пьянит и гипнотизирует безотказно».

## В ролях
- Майкл Элфик[англ.] — Фишер
- Эсмонд Найт — Осборн
- Ми Ми Лай — Ким
- Джерольд Уэллс — Крамер
- Ахмед Эль Шенави — психиатр
- Астрид Хеннинг-Енсен — владелица дома
- Янош Хершко — коронер
- Стиг Ларссон — ассистент коронера

## Награды и номинации

### Награды
- 1984 — Большой приз высшей технической комиссии Каннского кинофестиваля (Ларс фон Триер)
- 1985 — премия «Бодиль» за лучший датский фильм (Ларс фон Триер)
- 1985 — 7 национальных премий «Роберт» (Robert Award): лучший фильм (Ларс фон Триер), лучшая операторская работа (Том Эллинг), лучший монтаж (Томас Гисласон), лучшая работа художника (Петер Хоймарк), лучшие костюмы (Манон Расмуссен), лучший звук (Мортен Дегнболль), лучшие спецэффекты (Петер Хоймарк)
- 1986 — приз за лучшую режиссуру кинофестиваля «Фантаспорто» (Ларс фон Триер)

### Номинации
- 1984 — номинация на приз Золотая пальмовая ветвь Каннского кинофестиваля (Ларс фон Триер)
- 1985 — номинация на Гран-при фестиваля фантастических фильмов в Авориазе (Ларс фон Триер)
- 1986 — номинация на приз за лучший фильм кинофестиваля «Фантаспорто» (Ларс фон Триер)

## Интересные факты
- Рабочее название фильма — «Последний турист в Европе» (англ. The Last Tourist in Europe).
- Съёмки фильма проходили на территории датского острова Зеландия.